# Жан Лесаж
Жан Леса́ж (фр. Jean Lesage; 10 червня 1912, Монреаль — 12 грудня 1980, м. Квебек) — квебекський політик, прем'єр-міністр провінції Квебек (1960—1966). Лідер Ліберальної партії Квебеку (1958-1970).
З його приходом до влади у Квебеку почалася так звана «Тиха революція» — комплекс соціальних та політичних змін, що привів до модернізації квебекського суспільства.
Під час його перебування при владі відбулася націоналізація гідроенергетики та утворення Міністерства освіти Квебеку.